# Daniel Braverman
Daniel Braverman (Miramar, 28 settembre 1993) è un ex giocatore di football americano statunitense attualmente free agent, che gioca nel ruolo di wide receiver.

## Biografia

### Chicago Bears
Al college, Braverman giocò a football alla Western Michigan University. Fu scelto nel corso del settimo giro (230º assoluto) del Draft NFL 2016 dai Chicago Bears. Dopo avere iniziato la stagione nella squadra di allenamento, fu promosso nel roster attivo il 29 novembre 2016. Debuttò come professionista nel 13º turno contro i San Francisco 49ers e la sua stagione da rookie si chiuse con tre presenze, nessuna delle quali come titolare.

## Statistiche
| Partite totali      | 3 |
| Partite da titolare | 0 |
| Ricezioni           | 0 |
| Yard ricevute       | 0 |
| Touchdown           | 0 |

Statistiche aggiornate alla stagione 2016